# Bitch Alert
Le Bitch Alert sono una rock band finlandese formatasi a Helsinki nel 1997.

## Storia del gruppo
La band si forma sotto il nome di "Bitch" nel 1997 su iniziativa della cantante e chitarrista Heini, la bassista Maria e la batterista Maritta. Agli inizi del 1999 avviene un cambio di formazione: subentra Kimmo al basso e Sid viene reclutata come seconda chitarrista. Verso aprile di quello stesso anno la band si scioglie per fare ritorno non prima del novembre dell'anno seguente come trio e sotto il nome definitivo di Bitch Alert. La formazione da allora è rimasta invariata con la cantante Heinie, la bassista Kimmo e Maritta alla batteria. La band ottiene subito un primo contratto con l'etichetta Gaga Goodies, per la quale pubblica nel 2001 l'album d'esordio Pay for Orgasm. L'anno seguente esce ..rriot che permette loro di accedere anche al difficile mercato inglese. Fanno seguito Kill Your Darlings del 2004 e I Can Feel Your Bones del 2006 promossi da varie tournée con alcune date tenute anche negli Stati Uniti.

## Formazione
- Heinie – voce, chitarra
- Kimmo – basso
- Maritta – batteria

## Discografia

### Album in studio
- 2001 – Pay For Orgasm
- 2002 – ..rriot
- 2004 – Kill Your Darlings
- 2006 – I Can Feel Your Bones

### Raccolte
- 2008 – Pink Bunnies Get Hit by Big Trucks

### EP
- 2002 – Songs for Your Wedding
- 2003 – Sunsets for You
- 2004 – At the Cinema
- 2005 – Video Killed the Radio Star

### Singoli
- 2001 – Monday
- 2001 – Loveson
- 2001 – Sandy
- 2004 – Latenight Lullaby
- 2006 – All Wrong
- 2006 – Skeleton